# دنیز گزمیش
دنیز گزمیش (به ترکی: Deniz Gezmiş)، (۲۸ فوریه ۱۹۴۷–۶ مه ۱۹۷۲)، انقلابی و فعال سیاسی مارکسیست لنینیست اهل ترکیه در دههٔ ۱۹۶۰ بود. وی یکی از اعضای بنیانگذار ارتش آزادیبخش خلق ترکیه بود.
پدر وی جمیل گزمیش بازرس آموزش ابتدایی و یک سندیکالیست، و مادرش به نام مقدس گزمیش معلم ابتدایی بود. وی دوران تحصیلش را در شهرهای مختلف ترکیه گذراند. دنیز گزمیش بیشتر کودکی اش را در شهر سیواس گذراند، جایی که پدرش نیز در آن بزرگ شده بود. وی در استانبول از دبیرستان فارغ‌التحصیل شد و در آنجا با اندیشهٔ چپ آشنا شد. گزمیش و دوستانش از سوی برخی به چه گوارای ترکیه تشبیه شده‌اند.